# Petikal Lama
Petikal Lama is een bestuurslaag in het regentschap Lahat van de provincie Zuid-Sumatra, Indonesië. Petikal Lama telt 888 inwoners (volkstelling 2010).